# Массет 1
Массет 1 (англ. Masset 1) — індіанська резервація в Канаді, у провінції Британська Колумбія, у межах регіонального округу Норт-Коаст.

## Населення
За даними перепису 2016 року, індіанська резервація нараховувала 555 осіб, показавши скорочення на 9,6%, порівняно з 2011-м роком. Середня густина населення становила 173,1 осіб/км².
З офіційних мов обидвома одночасно не володів жоден з жителів, тільки англійською — 555. Усього 15 осіб вважали рідною мовою не одну з офіційних, з них усі — одну з корінних мов.
Працездатне населення становило 62,8% усього населення, рівень безробіття — 18,6%.
Середній дохід на особу становив $19 873 (медіана $15 616), при цьому для чоловіків — $19 972, а для жінок $19 747 (медіани — $12 256 та $17 248 відповідно).
27,7% мешканців мали закінчену шкільну освіту, не мали закінченої шкільної освіти — 51,1%, 21,3% мали післяшкільну освіту, з яких 15% мали диплом бакалавра, або вищий.
| Статево-вікова структура населення | Статево-вікова структура населення | Статево-вікова структура населення | Статево-вікова структура населення | Статево-вікова структура населення |
| ---------------------------------- | ---------------------------------- | ---------------------------------- | ---------------------------------- | ---------------------------------- |
|                                    |                                    |                                    |                                    |                                    |
| Всього                             | Всього                             | 54,1%45,9%                         |                                    |                                    |
| 0 — 14 років                       | 0 — 14 років                       |                                    | 15,2%                              | 15,2%                              |
| 15 — 64 років                      | 15 — 64 років                      |                                    | 74,1%                              | 74,1%                              |
| 65 і більше                        | 65 і більше                        |                                    | 10,7%                              | 10,7%                              |
| Середній вік (років)               | Середній вік (років)               | 40,039,7                           | 39,9                               | 39,9                               |
| Медіана (років)                    | Медіана (років)                    | 43,241,5                           | 42,4                               | 42,4                               |
| — чоловіки — жінки                 |                                    |                                    |                                    |                                    |

| Походження мешканців:     | Походження мешканців:     | Походження мешканців: | Походження мешканців: | Походження мешканців: |
| ------------------------- | ------------------------- | --------------------- | --------------------- | --------------------- |
| Походження                |                           |                       | осіб                  | %                     |
| Корінні американці        | Корінні американці        |                       | 535                   | 96.4%                 |
| Інше північноамериканське | Інше північноамериканське |                       | 0                     | 0%                    |
| Європейське               | Європейське               |                       | 55                    | 9.91%                 |
| британське                | британське                |                       | 35                    | 6.31%                 |
| французьке                | французьке                |                       | 10                    | 1.8%                  |
| українське                | українське                |                       | 10                    | 1.8%                  |
| Африканське               | Африканське               |                       | 10                    | 1.8%                  |

## Клімат
Середня річна температура становить 7,9°C, середня максимальна – 16,9°C, а середня мінімальна – -0,9°C. Середня річна кількість опадів – 1 514 мм.
| Клімат поселення                              | Клімат поселення | Клімат поселення | Клімат поселення | Клімат поселення | Клімат поселення | Клімат поселення | Клімат поселення | Клімат поселення | Клімат поселення | Клімат поселення | Клімат поселення | Клімат поселення | Клімат поселення |
| Показник                                      | Січ.             | Лют.             | Бер.             | Квіт.            | Трав.            | Черв.            | Лип.             | Серп.            | Вер.             | Жовт.            | Лист.            | Груд.            |                  |
| Середній максимум, °C                         | 6,06             | 7,23             | 7,65             | 9,47             | 12,10            | 14,83            | 16,02            | 16,89            | 14,95            | 11,65            | 8,00             | 6,31             |                  |
| Середня температура, °C                       | 2,62             | 3,78             | 4,18             | 6,05             | 8,65             | 11,38            | 13,39            | 14,26            | 12,34            | 9,03             | 5,38             | 3,68             |                  |
| Середній мінімум, °C                          | −0,85            | 0,30             | 0,75             | 2,56             | 5,18             | 7,93             | 10,77            | 11,63            | 9,71             | 6,40             | 2,76             | 1,05             |                  |
| Норма опадів, мм                              | 155              | 121              | 121              | 105              | 87               | 71               | 70               | 85               | 122              | 197              | 195              | 185              |                  |
| Середньомісячна швидкість вітру, м/с          | 6.61             | 6.19             | 6.12             | 5.53             | 5.25             | 4.84             | 4.41             | 4.35             | 4.81             | 5.94             | 6.46             | 6.76             |                  |
| Середньомісячна сонячна радіація, кДж/м²·день | 2209             | 4581             | 8579             | 13780            | 17302            | 18160            | 16730            | 14445            | 10040            | 5477             | 2865             | 1713             |                  |
| --------------------------------------------- | ---------------- | ---------------- | ---------------- | ---------------- | ---------------- | ---------------- | ---------------- | ---------------- | ---------------- | ---------------- | ---------------- | ---------------- | ---------------- |
| Джерело:                                      |                  |                  |                  |                  |                  |                  |                  |                  |                  |                  |                  |                  |                  |